# Papieska Rada ds. Tekstów Prawnych
Papieska Rada ds. Tekstów Prawnych (łac. Pontificium Consilium de Legum Textibus) jest jedną z dykasterii kurii rzymskiej działającej przy Stolicy Apostolskiej. Zadaniem Rady jest interpretacja prawa uniwersalnego w Kościele katolickim oraz pomoc innym dykasteriom kurii rzymskiej, aby wydawane przez nie dokumenty (normy, dekrety, instrukcje) były zgodne z obowiązującym prawem. Na życzenie Konferencji Episkopatów bada zgodność wydawanych przez nie dokumentów z obowiązującymi przepisami prawa.
Od 2018 roku funkcję prefekta pełni abp Filippo Iannone.

## Historia
Pierwszą komisję zajmującą się interpretacją Kodeksu Prawa Kanonicznego powołał do życia Benedykt XV w 1917 na mocy motu proprio „Cum iuris canonici”. Nowy kształt komisji nadał Jan XXIII w 1963, dając jej zadanie prowadzenia prac nad nowym kodeksem prawa kanonicznego. Po soborze watykańskim II, w 1967 Paweł VI utworzył komisję ds interpretacji dekretów Soboru Watykańskiego II. Jan Paweł II w 1984 utworzył komisję autentycznej interpretacji Kodeksu Prawa Kanonicznego. Na mocy konstytucji Pastor Bonus z 1988 komisja została podniesiona do rangi Papieskiej Rady. W 1999 nadano Radzie nazwę obowiązującą do dzisiaj: Papieska Rada ds. Tekstów Prawnych.

## Poprzedni przewodniczący Rady
- Pietro Gasparri (1917-1930)
- Giulio Serafini (1930-1938)
- Luigi Sincero (1934-1936)
- Massimo Massimi (1939-1946)
- Pietro Ciriaci (1955-1966)
- Pericle Felici (1967-1982)
- Rosalio José Castillo Lara (1984-1989)
- Vincenzo Fagiolo (1990-1994)
- Julián Herranz Casado (1994-2007)
- Francesco Coccopalmerio (2007-2018)
- Filippo Iannone (od 2018)

## Obecny zarząd Rady
- Przewodniczący: abp Filippo Iannone
- Sekretarz: bp Juan Ignacio Arrieta Ochoa de Chinchetru
- Podsekretarz: ks. prał. Tuomo Vimpari